# آی‌پری مدد قزی
آی‌پَری مدد قزی (به قرقیزی: Айпери Медет кызы؛ زادهٔ ۳۰ مارس ۱۹۹۹) یک کشتی‌گیر آزادکار اهل قرقیزستان است. وی سابقه حضور در المپیک ۲۰۲۰ توکیو و المپیک ۲۰۲۴ پاریس را دارد.
از افتخارات وی می‌توان به کسب مدال نقره مسابقات قهرمانی کشتی جهان ۲۰۲۳ و مدال برنز مسابقات قهرمانی کشتی جهان ۲۰۲۱ اشاره کرد.